# Everyone Knows That
Ulterior Motives (noto anche Everyone Knows That o con l'acronimo EKT) è un frammento di 17 secondi di una canzone in origine non identificata risalente agli anni ottanta, che fu di conseguenza classificato come media perduto. Grazie alle ricerche di diversi utenti Reddit, è stato scoperto che la canzone fu realizzata da Christopher Saint Booth e Philip Adrian Booth per un film pornografico anni ottanta.

## Storia
Il frammento fu caricato sul sito d'identificazione musicale WatZatSong il 7 ottobre 2021 dall'utente spagnolo carl92. L'utente affermò di aver trovato la registrazione in una vecchia copia DVD e ha ipotizzato che fosse un residuo di quando stava imparando a catturare l'audio.
Dal suo caricamento nel 2021, molti utenti di internet si decisero a trovare la canzone originale. Il 19 giugno 2023 fu creata su Reddit la comunità r/everyoneknowsthat, per raggruppare tutte gli indizi e velocizzare le ricerche.
La testata giornalistica britannica Guardian ha definito il caso di Everyone Knows That «uno dei misteri musicali più grandi e duraturi su Internet».
Il 28 aprile 2024, gli utenti di Reddit u/south_pole_ball e u/One-Truth-5867 rintracciarono l'origine della canzone. Il brano, creato da Christopher Saint Booth, apparterrebbe alla colonna sonora del film pornografico del 1986 Angels of Passion, diretto da Jerome Bronson. Lo stesso Saint ha confermato, tramite i suoi profili su Facebook, Instagram e TikTok, di essere uno dei due autori della canzone e ha dichiarato di aver intenzione di rilasciare una versione completa del brano insieme ad altre canzoni inedite dello stesso periodo. L'album è stato quindi rilasciato il giorno 23 giugno 2024.